# Перекопська група солоних озер
Перекопські озера — група солоних озер у Красноперекопському районі АР Крим , на південний схід від Перекопського перешийка.
Майже всі озера мають неправильну овально-довгасту форми, витягнуті в напрямку з північного заходу на південний схід, виключаючи озеро Пусурман, витягнуте у широтному напрямку. Південні частини озерних улоговин дещо звужені, мілководні, північні — більш розширені і місцями глибоководних. На озерах Кирлінське і Айгульське багато островів. Рівні всіх озер нижче рівня Чорного моря. Власні водозбори озер невеликі, лише в Айгульске впадає річка Істочна з річищем близько 105 км². Основне поповнення озер відбувається за рахунок підземних вод, до деяких скидають скидні і колекторно-дренажні води. Ізольованість цих озер від моря призвела до того, що концентрація солей у воді стала вищою океанічної. Більшість озер цієї групи самосадочні, в них майже щорічно відбувається природне осідання кухонної солі.
Червоне озеро розділене греблею на північний і південний відсіки. Північний відсік використовується ВАТ «Кримський содовий завод» у ролі накопичувача-випарника промстоків. Південний відсік є зоною відпочинку.